# Église Saint-Rémi de Château-Gontier
L'église Saint-Rémi ou Saint-Rémy est une église catholique située à Château-Gontier, en France. Saint-Rémy n'était non plus à l'origine qu'une succursale de l'église Saint-Jean-Baptiste, mais qui, vu son importance, ne tarda pas à conquérir une certaine autonomie. 

## Localisation
L'église est située dans le département français de la Mayenne, sur la commune de Château-Gontier. 

## Historique

### Origine
La paroisse (1293), le curé et les paroissiens de Saint-Remy (1398), la paroisse de Saint-Remy du dehors de Chasteau-Gontier (1563), tels sont les termes employés de bonne heure pour la désigner.

### XVesiècle
Le clergé de Saint-Rémy étant allé, le 11 mars 1443, croix et enseigne levées, au-devant de l'évêque, le prieur rappela qu'il était chief et maistre collège de toutes les églises, que les vicaires ou curés de Saint-Jean-Baptiste et de Saint-Remy n'estoient que ses vicaires..., et qu'ils ne pouvoient faire procession particulière, fors environ lesdites églises et cimetières joignant icelles. 
L'ancienne église avait des parties du style roman primitif. Le chœur ne datait que du XVe siècle et tout le reste de l'édifice avait été profondément remanié.

### XVIesiècle
Le clocher, incendié par la foudre en 1598, est reconstruit l'année suivante. Neuf autels ou chapelles décoraient le vaisseau intérieur, sous les vocables de Saint-Blaise, de Saint-Jean-Baptiste, de la Nativité, de Sainte-Anne, de Saint-André, de Saint-Joseph, de Notre-Dame-de-Pitié, de Saint-René, de l'Ecce Homo. 
Les bénéfices fondés étaient ceux de la Pignerie, de Saint-Julien, de l'Aubépin, de Saint-Jacques et Saint-François, de Loispeaux, de Saint-André et de la Prison, dont était patron le supérieur du séminaire de Saint-Nicolas du Chardonnet. 
Les confréries étaient : des Prêtres, de la Sainte-Couronne (avant 1642) ayant un office propre ; de Notre-Dame des Agonisants ; de l'Adoration perpétuelle.  On mentionne en 1655 des dons aux confréries de la Couronne de Notre-Seigneur et du Rosaire, instituées ès églises de Saint-Remy et de Saint-Jean-Baptiste.

### XVIIesiècle
Avec le temps, le curé de Saint-Remy conquiert à peu près, surtout depuis une ordonnance du 22 août 1673, tous les droits des vicaires perpétuels, sauf pourtant la permission de baptiser dans son église. 

### XVIIIesiècle
La paroisse agrandie, en 1789, de quelques portions du territoire de Saint-Fort assure son indépendance et se doubler même d'une commune civile. L'église, fermée, en 1792, halle aux grains et même écurie et étable pour les chevaux et les bœufs de la troupe, est rouverte et réconciliée le 5 mai 1797. On s'occupe de l'orner à nouveau.

### XIXesiècle
Par contrat passé, le 8 avril 1806, avec Louis-François Allard, david d'Angers père, s'engageait à faire deux statues. L'abbé Angot indique que ces deux œuvres d'art ont été enfouies en terre lors de la construction de la nouvelle église. 
Le Concordat la réduit à n'être qu'une chapelle vicariale, et son titre de commune est supprimé par décret daté du camp de Schoenhrunn, le 5 août 1809. Une ordonnance du 21 juillet 1824 l'érige en succursale. C'est encore sa situation au début du XXe siècle.

## Nouvelle église

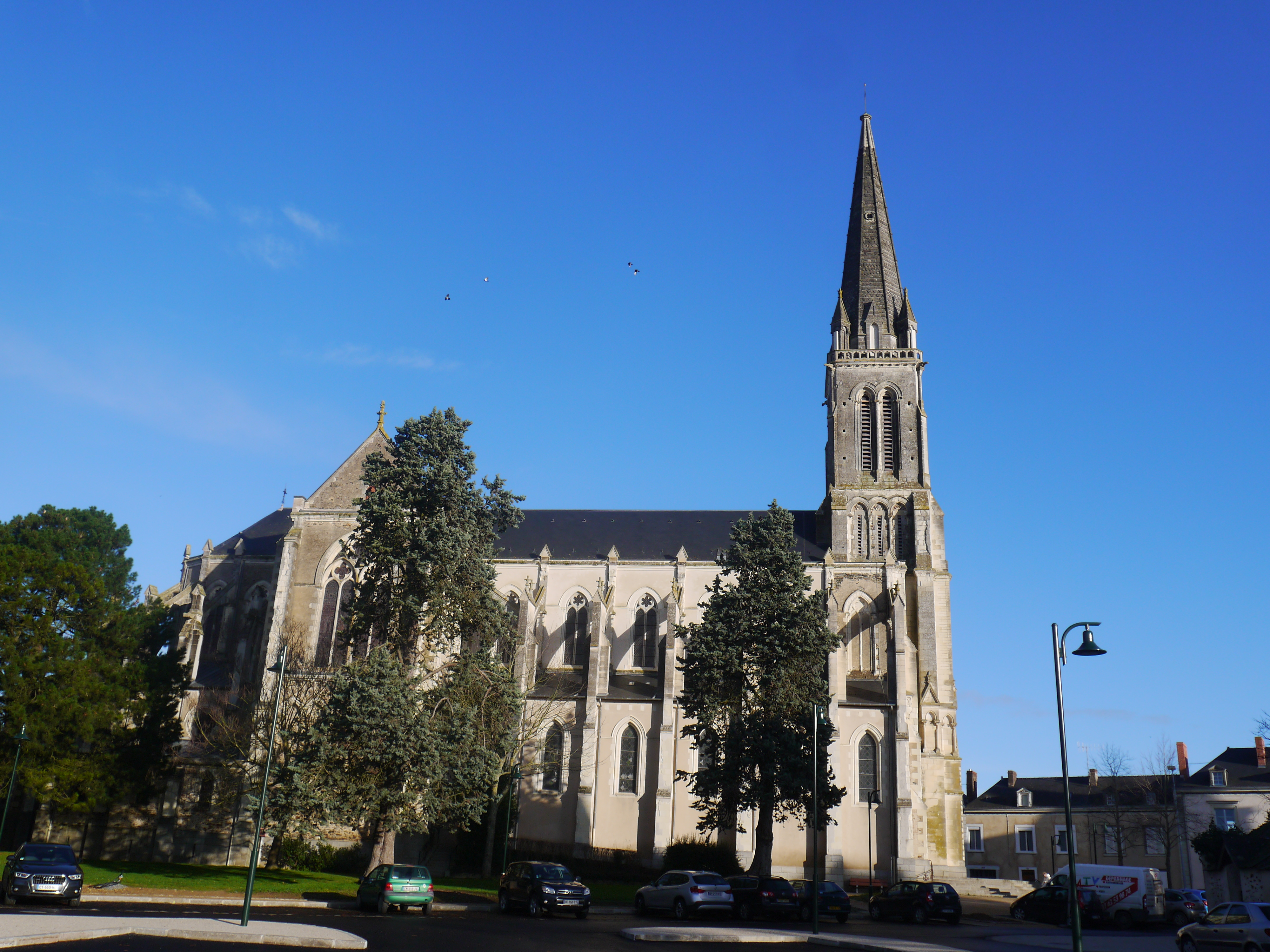
Face méridionale.

Le 1er octobre 1865, l'évêque de Laval bénit la première pierre d'une nouvelle église. Elle est livrée au culte le 1er octobre 1870. 
L'Abbé Angot indique qu'elle est élégante, en style du XIIIe siècle, bien à sa place sous le ciel angevin avec son luxe de pierres blanches et de décorations. En copiant les formes, en rééditant les procédés des bâtisseurs du Moyen Âge, nos modernes architectes ont quelquefois tort. Pourquoi ici par exemple des arcs-boutants, qui sont déjà devenus un embarras, pour soutenir des voûtes qui n'ont pas de poussée ? On eût fait cela au XIIIe S. pour contrebouter des voûtes massives, mais pour supporter des briques et de maigres arceaux les murs et des contreforts suffisent. Le vaisseau intérieur est richement ornementé et plus beau et majestueux même que ne l'indiquerait la vue extérieure. Le mobilier, choisi sous l'inspiration artistique de M. L. de Farcy, est ce que l'on peut attendre de sa foi et de son goût. .

## Événements importants
Le 8 août 2025, y sont déroulées les obsèques de Brigitte Arthuis, épouse de Jean Arthuis, en présence du Premier ministre François Bayrou.

## Sources partielles
« Église Saint-Rémi de Château-Gontier », dans Alphonse-Victor Angot et Ferdinand Gaugain, Dictionnaire historique, topographique et biographique de la Mayenne, Laval, A. Goupil, 1900-1910 [détail des éditions] (BNF 34106789, présentation en ligne)